# UGCA 92
UGCA 92 (również PGC 15439) – galaktyka nieregularna lub soczewkowata znajdująca się w konstelacji Żyrafy w odległości około 4,7 miliona lat świetlnych od Ziemi. Została odkryta w 1974 roku przez P. N. Nilsona. Galaktyka ta jest uważana za kandydata na członka Grupy Lokalnej lub grupy galaktyk Maffei.
Według badań Sidneya van den Bergha z 1994 roku przynależność UGCA 92 do tych grup galaktyk jest niepewna i może się ona znajdować pomiędzy obiema grupami galaktyk. Znajduje się ona w podobnym kierunku co galaktyka NGC 1569 i ma podobną prędkość recesji. Oznacza to, że obie galaktyki mogą być związane ze sobą. Obie też są położone w przybliżonym kierunku co grupy Maffei i grupy M81. Przynależność tej galaktyki do określonej grupy nie została więc jeszcze ostatecznie określona.